# Harold Goodwin (1917-2004)
Pour les articles homonymes, voir Harold Goodwin et Goodwin.
Harold Goodwin est un acteur britannique, né le 22 octobre 1917 à Barnsley, et mort le 3 juin 2004 en Angleterre (Royaume-Uni).

## Filmographie
- 1950 : Cette sacrée jeunesse (The Happiest Days of Your Life) : Edwin (assistant school porter)
- 1950 : Le Démon de la danse (Dance Hall) : Jack
- 1950 : L'Aimant (The Magnet) : Pin table man
- 1951 : Green Grow the Rushes : Gosling
- 1951 : L'Homme au complet blanc (The Man in the White Suit) : Wilkins, Lab Technician at Corland Mill
- 1951 : Appointment with Venus : Naval rating #2
- 1952 : Judgment Deferred
- 1952 : The Last Page : Frank, the waiter
- 1952 : Angels One Five : A.C. 2 Wailes
- 1952 : Trois Dames et un as (The Card) de Ronald Neame : John
- 1953 : The Million Pound Note
- 1953 : La Mer cruelle (The Cruel Sea) : ASDIC operator
- 1953 : Grand National Night
- 1954 : The Harassed Hero : Twigg
- 1954 : The Gay Dog : Bert Gay
- 1955 : You Lucky People
- 1955 : The Last Reunion : Reg
- 1955 : Le Bateau qui mourut de honte (The Ship That Died of Shame) : Customs officer #2
- 1955 : L'Enfant et la Licorne (A Kid for Two Farthings) : Chick man
- 1955 : Les Briseurs de barrages (The Dam Busters) : Wing Comdr. Gibson's Batman
- 1955 : Tueurs de dames (The Ladykillers) : Parcels Clerk
- 1956 : C'est formidable d'être jeune (Now and Forever)
- 1956 : S.O.S. Scotland Yard (The Long Arm) : Somerset House official
- 1956 : Zarak le valeureux (Zarak) : Sgt. Higgins
- 1956 : Three Men in a Boat : Maze Keeper (Maze)
- 1956 : The Last Man to Hang? : Cheed
- 1957 : Le Prince et la Danseuse (The Prince and the Showgirl) : Call Boy
- 1957 : Le Pont de la rivière Kwaï (The Bridge on the River Kwai) : Pvt. Baker, Sick List Volunteer
- 1957 : Sea Wife : Daily Telegraph clerk
- 1957 : En avant amiral ! (Carry On Admiral) de Val Guest
- 1957 : Il était un petit navire (Barnacle Bill) : Duckworth
- 1958 : Un parachute pour M. Pitkin (The Square Peg)
- 1958 : Girls at Sea : Wal
- 1958 : L'habit fait le moine (Law and Disorder) : Blacky
- 1958 : Les Diables du Désert (Sea of Sand) : Road Watch
- 1959 : Wrong Number : Battes
- 1959 : Le Vilain Petit Canard (The Ugly Duckling)
- 1959 : La Malédiction des pharaons (The Mummy) : Pat
- 1960 : Operation Cupid : Mervyn
- 1960 : The Bulldog Breed : Streaky Hopkinson
- 1961 : Nearly a Nasty Accident (en) de Don Chaffey : Aircraft Mechanic
- 1961 : On the Fiddle : Cpl. Reeves
- 1961 : L'Empreinte du dragon rouge (The Terror of the Tongs)
- 1961 : The Square Mile Murder : Fingers McLeod
- 1962 : Hair of the Dog : Percy
- 1962 : The Traitors : Edwards
- 1962 : Le Fantôme de l'Opéra (The Phantom of the Opera) : Bill
- 1962 : Le Jour le plus long (The Longest Day) : British Infantryman
- 1962 : Crooks Anonymous : George
- 1963 : The Hi-Jackers : Scouse
- 1963 : La Merveilleuse Anglaise (The Fast Lady)
- 1964 : The Comedy Man
- 1964 : Les Maléfices de la momie (The Curse of the Mummy's Tomb) : Fred one of King's Workmen
- 1965 : Le Messager du diable (Die, Monster, Die!) : Taxi Driver (UK version)
- 1965 : United! (série télévisée) : Horace Martin (1965-1966)
- 1967 : The Ragged Trousered Philanthropists (TV) : Bundy
- 1968 : Te casse pas la tête Jerry (Don't Raise the Bridge, Lower the River) : Six-Eyes Wiener
- 1969 : Le Retour de Frankenstein (Frankenstein Must Be Destroyed) : Burglar
- 1969 : The Bushbaby : Steward
- 1970 : Some Will, Some Won't : Williams
- 1974 : Rogue's Rock (série télévisée) : Hawkins
- 1974 : Too Much Monkey Business (TV) : Barry
- 1975 : All Creatures Great and Small : Dinsdale's uncle
- 1976 : The Chiffy Kids (série télévisée)
- 1977 : Jabberwocky : Third peasant
- 1982 : A Voyage Round My Father (TV) : Ringer Lean
- 1989 : Woof! (vidéo) : Husband
- 1991 : Coronation Street (série télévisée) : Joss Shackleton